# Puig Pedrós
El Puig Pedrós, Puigpedrós o Puig de Campcardós es una montaña situada entre el municipio de Maranges (Cataluña, España) y el de Porta (Languedoc-Rosellón, Francia).

## Ascensión
Para llegar se debe caminar 3 horas desde el refugio de Malniu. La montaña tiene 2915 metros de altura y es la más alta de la provincia de Gerona. La subida es relativamente sencilla desde el Refugio de Meranges estando el camino muy marcado. No hay ninguna dificultad técnica que superar para llegar a la cima.

## Vistas
Desde la cima se ve una vista excepcional de la sierra del Cadí y de las montañas de Andorra.
- Datos: Q968445
- Multimedia: Puig de Campcardós / Q968445